# ユタ湖
ユタ湖（ユタこ、Utah Lake）はユタ州最大の淡水湖であり、古代において流出する河川が無かったことからユタ州全域を覆うまでに巨大化したボンネビル湖(Lake Bonneville)が小さくなった名残である。北側のジョーダン川から流出した水がボンネビル湖の最大の残存湖であるグレートソルト湖へと流れている。

## 地理
ユタ州北中部のユタ峡谷にたゆたうユタ湖の東部湖岸とワサッチ山脈の間にはプロボとオレム市街が存在している。西部にはレイク山麓があり、湖南部に突き出し、ゴーシェン湾とリンカーン･ビーチを二分しているのがウエストマウンテンである。ユタ湖には浅くて大きな二つの湾があり、先述した南部のゴーシェン湾とホブル川が流入している東部のプロボ湾である。

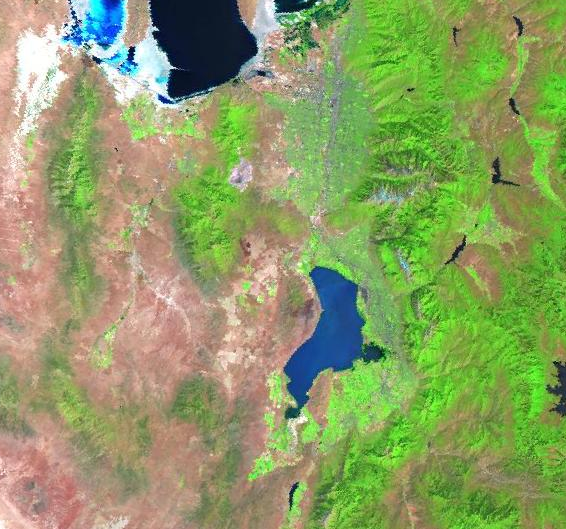
ランドサットによるユタ湖の衛星写真。上方（北）にはグレートソルト湖が見える。

湖は非常に大きいが、水深は浅い。最大深度は4.27mで平均水深は2.74mである。浅いために風によって湖底の堆積物が漂流しやすく、そのため湖水は常に濁った色を呈している。リンカーン・ビーチやサラトガ・スプリングズ周辺などでは温泉が沸いており、地元住民の憩いの場となっている。
バード島
南部リンカーンビーチのボート乗り場から北へ5km弱のところにユタ湖唯一の小島、バード島が存在する。この島には木々が少々生えるだけで、リンカーンビーチからどうにか見える程度である。水位が上昇すると、バード島は完全に水没してしまい、生えている木々だけが、バード島の位置を特定する視覚的な手がかりとなる。バード島は釣り人にとって釣りポイントで人気を博している。

## 水系
ユタ湖に注ぎ込む主な川にはプロボ川、スパニッシュ・フォーク川、アメリカンフォーク川、ホッブル川、ミルレース川そしてカラント川がある。さらに小さな小川が湖に流入しており、各所で温水が湧出している。ユタ湖からはジョーダン川が湖の北端から流出しており、その場所には水の流出量を調整するためのポンプステーションが設置されている。このジョーダン川はユタ、ソルトレイクシティの町を貫流してグレート・ソルト・レイクの南端に流入している。

## 生態系

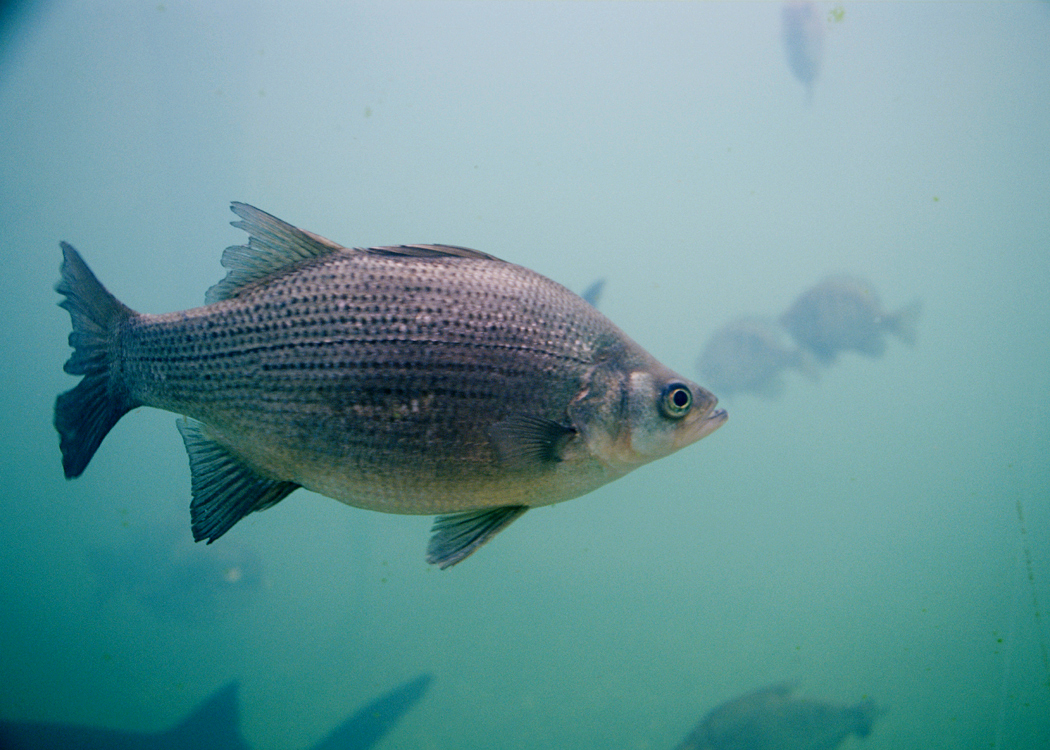
湖で二番目に栄えるホワイトバス

ユタ湖の広大な湿地帯は渡り鳥のための貴重な休憩地であり、繁殖地でもある。220種を超える鳥がここを訪れる。湖南端のゴーシェン湾付近がユタ湖湿地保全区域に指定されている。
しかし近年ユタバレー周辺で人口が急増しておりそのことが湖の生態系に悪影響を及ぼし始めている。湖の湾を堤防で囲う数々の計画が現在なされている。西部湖岸への近年の開発が、湖横断道路建設の議論を後押ししている。現在までのところ、それにかかる莫大な費用、環境問題発生の懸念そして反対する団体からの訴訟および反対運動によりこれらの建設計画は進んでいない。
ユタ湖には固有種の絶滅危惧種やすでに絶滅した種の魚が存在していた。あわせて13種いる固有種のうち、June Sucker, Utah Suckerと呼ばれる二種の魚だけが現存しているが、湖の生態系に占める個体数の割合は1％にも満たない。1881年に採りつくされてしまった固有種に変わってコイが放流され今ではコイが湖の主たる生物となっている。個体数の割合ではコイは実に90.9％という高い数値であり、いかに既存の固有種を駆逐しながら生態系を狂わせてしまったかが分かる。
歴史的に見て、ボンネビル・カットスロートトラウト(Bonneville Cutthroat Trout)がこの湖における食物連鎖の頂点をなす種であり、かつてはかなりの数が生息していた。このカットスロートトラウト(Cutthroat Trout)の亜種は漁師によって大量に漁獲され生息数が減少したことで1874年に保護法が制定されたが、漁獲禁止令がでたのは1897年になってからだった。1920年代までにこのカットスロートトラウトはユタ湖から絶滅した。現在湖の食物連鎖の頂点をなす種は他からもちこまれた、ブラックバスに似ているホワイトバス、及びウォールアイである。
2006年からユタの野生生物資源を担当する部門（以下DWR)によってユタ湖に生息するホワイトバスやウォールアイ等の大型の非固有種の魚の保護政策が立ち上がられ、そのルールでは12インチ以上のオオクチ及びコクチバスの漁獲が禁止されている他、20インチ以上のウォールアイは一匹のみが漁獲できると定められている。DWRは非固有種の魚の数を減らすため、ホワイトバスに関しては漁獲数の制限を設けず、ウォールアイは前述の通り20インチ以上の魚体は一匹まで、それ以下を含めて6匹まで漁獲できるとしており、釣った魚はリリースせず持ち帰るように釣り人に要請している。

### 湖に他から持ち込まれた魚
少なくとも24種の魚がユタ湖に導入され、そのうち、コイ、ホワイトバス、ブラックブルヘッド（ナマズの一種）、オオクチバスそしてウォールアイが個体数を増やしている。
鯉
固有種のボンネビル・カットスロートトラウトが乱獲により絶滅したのち、食糧元として1881年に導入された鯉がユタ湖で最大の個体数を誇っており、湖の生態系にかなりの悪影響を与えているといわれている。
鯉は生息個体数比率で91%、個体数にして750万匹にのぼるとされ、平均的なユタ湖産の鯉の重量は2.4kg、総計で18000トン以上になると見積もられている。鯉は湖底でえさを漁るため湖底の泥を巻き上げ、それが原因で湖の濁りを強める一因を作り上げている。さらに、湖底の泥を固着させ、また小魚の住処を提供している水草をつぎつぎと食べ漁っている。これらの水草が減ったため、湖面の風で水がかき回され、（湖が浅いため余計にこの現象がおきやすい）水が褐色に濁り、太陽光が湖底まで届かないために、残りの水草が生育に支障をきたすという悪循環が生まれている。住処を追われた固有種の小魚は容易にホワイトバスやウォールアイ、鯉やその他の肉食魚の餌食になってしまっている。
以上のような影響をもたらしているため鯉の生息数を減らす試みを現在思案中であり、鯉を動物のえさに加工して販売したりする案が考えられている。この目的は外来の（他の湖から持ち込まれた）肉食魚を除去して一度は湖から姿を消したボンネビル・カットスロートトラウトなどのユタ湖固有種が成育しやすい、本来の姿を取り戻すということにある。

## ポリ塩化ビフェニル汚染
ユタ湖に生息する鯉から環境保護庁 (EPA) が定める一日に摂取が許される規定量の2倍のポリ塩化ビフェニル (PCB) が検出されたことを受けて、2006年5月16日にユタ湖で漁獲された魚の消費に関する勧告がだされた。この勧告がだされたにもかかわらず合衆国保健省の毒物学者ジャクソン・スコールは鯉から検出されたPCBの量はEPAに定められている癌を発症させる量に達しておらず、PCBが人体にどのような悪影響をあたえるのか慎重に調査する必要があるとして、ユタ湖の鯉を食べることで健康に大きなリスクは発生しないと発表している。
鯉への調査は、鯉の個体数を減らすために人間や動物の食糧として鯉が安全かどうかを調査するために行われたものであり、水銀を含む調査項目の中でPCBのみが高い数値を表した。
鯉から高い濃度のPCBが検出されたことで他の湖の魚もPCBに汚染されているのではないかと懸念が広がっている。2006年には大掛かりな調査が実行され、もし可能であるならばどこからPCB汚染が広まっているのかを突き止めるという。

## レクリエーション
プロボ－オーレム大都市圏に近いため、ユタ湖は近隣に住む人々に格好のウォータスポーツスポットを提供している。人気のウォータースポーツはローイング競技（ボート競技）、カヌー、ウォータースキーそして釣りなどである。ユタ湖のマリーナは東部湖岸のユタ湖州立公園に位置しており、近くではプロボ川が湖へと流入している。
しかし水質の悪化で湖でのスポーツはかつてほどの人気は無くなってきている。